# Важня (Великий Новгород)
Ва́жня — историческое здание в Великом Новгороде, на Сенной площади, построенное в начале XIX века. Предназначалось для размещения городских весов. Объект культурного наследия регионального значения.

## История
Важня (от слова «вага» — весы) была построена в 1829 году по проекту архитектора И. И. Рерберга 2-го. В конце XIX века была перестроена: два проезда были заложены, устроены новая дверь и окно. Остальные проезды были заложены в середине XX века при приспособлении постройки под жильё, тогда же устроены деревянные междуэтажные перегородки. В 1950-е гг. при ремонте сбиты детали декора. В 1971—1972 гг. здание частично исследовано и отреставрировано под руководством Л. М. Шуляк. В 1984 году под руководством Г. М. Штендера здание отреставрировано по первоначальному проекту и приспособлено под диспетчерский пункт Новгородского музея-заповедника. При этой реставрации были разобраны перегородки и междуэтажное перекрытие, заменены стропила, раскрыты все проезды, восстановлен декор фасадов. В начале XXI века в здании размещался сувенирный магазин, сейчас — информационный центр.

## Архитектура
Здание важни — небольшая восьмиугольная в плане постройка, которую венчает пологая шатровая крыша. С четырёх сторон в ней имеются проезды, закрытые двустворчатыми проёмами. Через проезды в здание въезжали возы с сеном. В простенках между въездами находятся узкие окна с полукруглыми завершениями. Фасады со всех сторон венчает фриз из чередующихся триглифов и модульонов (восстановлены при реставрации 1980-х гг.) Также при последней реставрации добавлена монолитная подпорная стенка, по верху стен проложен железобетонный обвязочный пояс. Стены имеют некоторый наклон.